# Muscheln rheinische Art

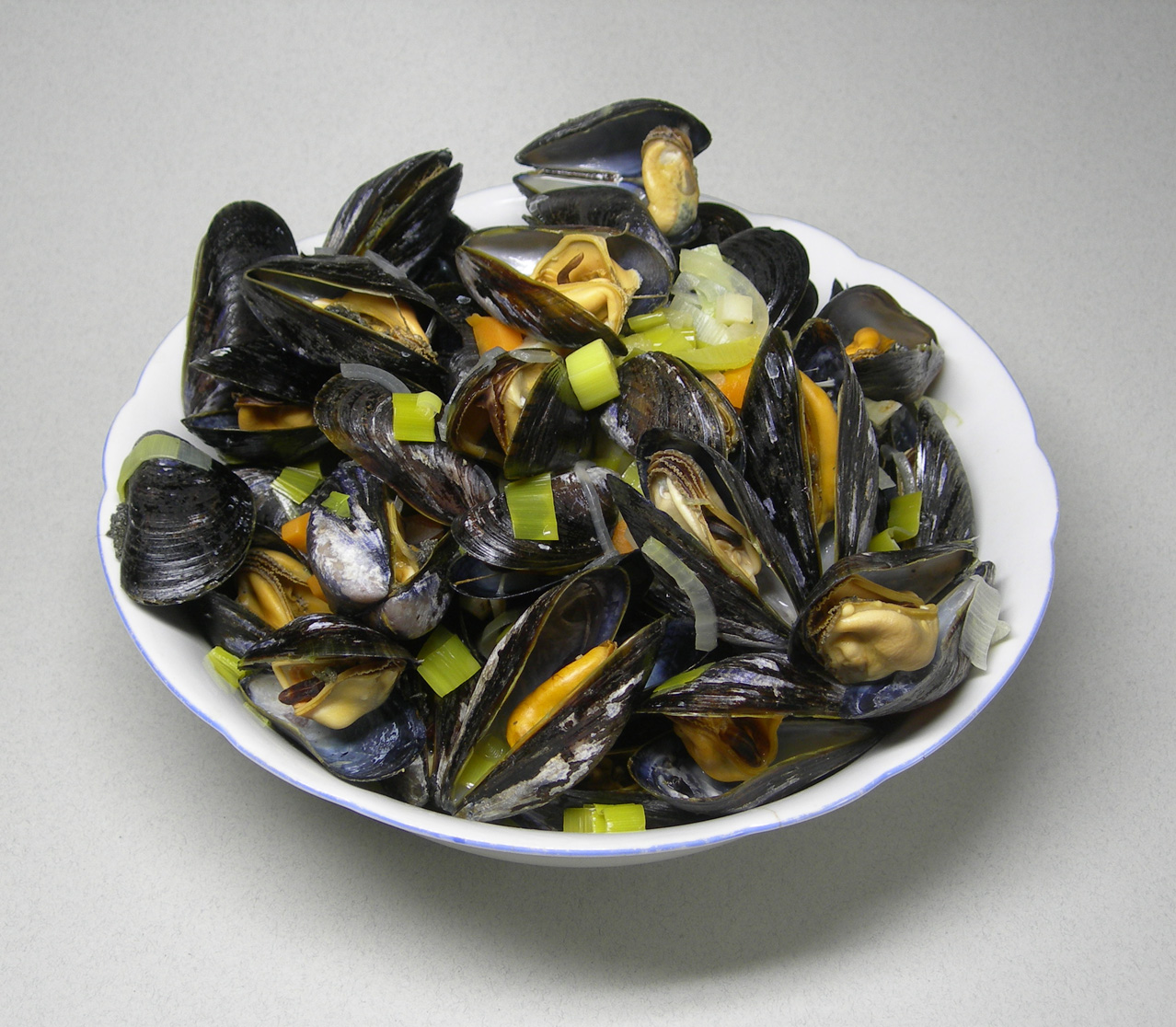
Muscheln rheinische Art

Muscheln rheinische Art gehören zu den klassischen Gerichten der deutschen Küche. Die Hauptzutaten, Miesmuscheln aus der Nordsee vor dem Rheindelta und Weißwein vom Mittel- und Oberrhein, standen durch die intensive Flussschifffahrt schon vor langer Zeit im Rheinland zur Verfügung.
Zur Zubereitung werden Gemüse (Zwiebeln, Lauch, Möhren und Sellerie) in feine Würfel oder Streifen geschnitten, in Butter angedünstet, mit reichlich Weißwein – bevorzugt trockenem Riesling – abgelöscht, der Sud mit Salz und Pfefferkörnern sowie je nach Rezept mit Lorbeer, Piment, Nelken und Knoblauch gewürzt, etwas gekocht und schließlich die lebenden, geputzten Muscheln kurz darin gegart, bis sie sich geöffnet haben. Serviert werden die Muscheln in der Schale mit etwas Weinsud und Gemüse sowie traditionell mit Schwarzbrot und Butter. Gegessen werden sie mit Muschelschalen als Besteck.
Um Muschelvergiftungen vorzubeugen, werden bestimmte Muscheln aussortiert: geöffnete bzw. teilgeöffnete Muscheln vor dem Kochen, geschlossene Muscheln nach dem Kochen, letzteres allerdings nicht unwidersprochen.
Sehr ähnlich ist Muschelsuppe auf Matrosenart, bei der zum Wein noch ein gleich großer Anteil Wasser hinzukommt, die Muscheln von der Schale befreit und, nachdem die Suppe mit etwas Mehl leicht gebunden wurde, wieder hinzugegeben werden. Sie wird ebenfalls mit Schwarzbrot serviert.
Varianten der Muscheln rheinische Art sind in ganz Norddeutschland zu finden, teilweise wird bei ihnen der Wein durch Bier, Brühe oder Wasser ersetzt.